# Leiras (Bergondo)
Leiras (en gallego y oficialmente, As Leiras) es una aldea española situada en la parroquia de Bergondo, del municipio de Bergondo, en la provincia de La Coruña, Galicia.

## Demografía
| Gráfica de evolución demográfica de As Leiras entre 2000 y 2021 |
|                                                                 |
| Datos según el nomenclátor publicado por el INE.                |